# ديشارية
الديشارية[بحاجة لمصدر] (الاسم العلمي: Polypodiaceae) هي فصيلة من السراخس تتبع رتبة السرخسيات من طائفة السراخس.

## أسر
- ديشاراوات
- برشاوشاناوات

## أجناس
- الديشار
- الفيتاريا
- شعر الغول